# Rolex Paris Masters 2023
Rolex Paris Masters 2023 — тенісний турнір, що проходив на кортах з твердим покриттям з 30 жовтня до 5 листопада в Парижі (Франція). Належав до категорії ATP Masters 1000, був турніром серії Мастерс Париж 2023 року.

## Фінальна частина

### Одиночний розряд
Новак Джокович —  Григор Димитров 6–4, 6–3

### Парний розряд
Сантьяго Гонсалес /  Едуар Роже-Васслен —  Роган Бопанна /  Меттью Ебден 6–2, 5–7, [10–7]